# Hector Molinié
Pour les articles homonymes, voir Molinié.
Hector Molinié est un homme politique français né le 3 juin 1872 à Bourg-de-Visa (Tarn-et-Garonne) et décédé le 13 janvier 1956 dans le 5e arrondissement de Paris.
Médecin, conseiller général du canton de Colombes (1908-1919) , il est député de la 4e circonscription de la Seine de 1919 à 1928, inscrit au groupe de la Gauche républicaine démocratique. 
En mai 1920, il est nommé membre du comité directeur de la Ligue des patriotes présidée par Maurice Barrès.

## Distinctions
- Chevalier de la Légion d'honneur (12 juillet 1917)[3]
- Croix de guerre 1914–1918